# Convallaria

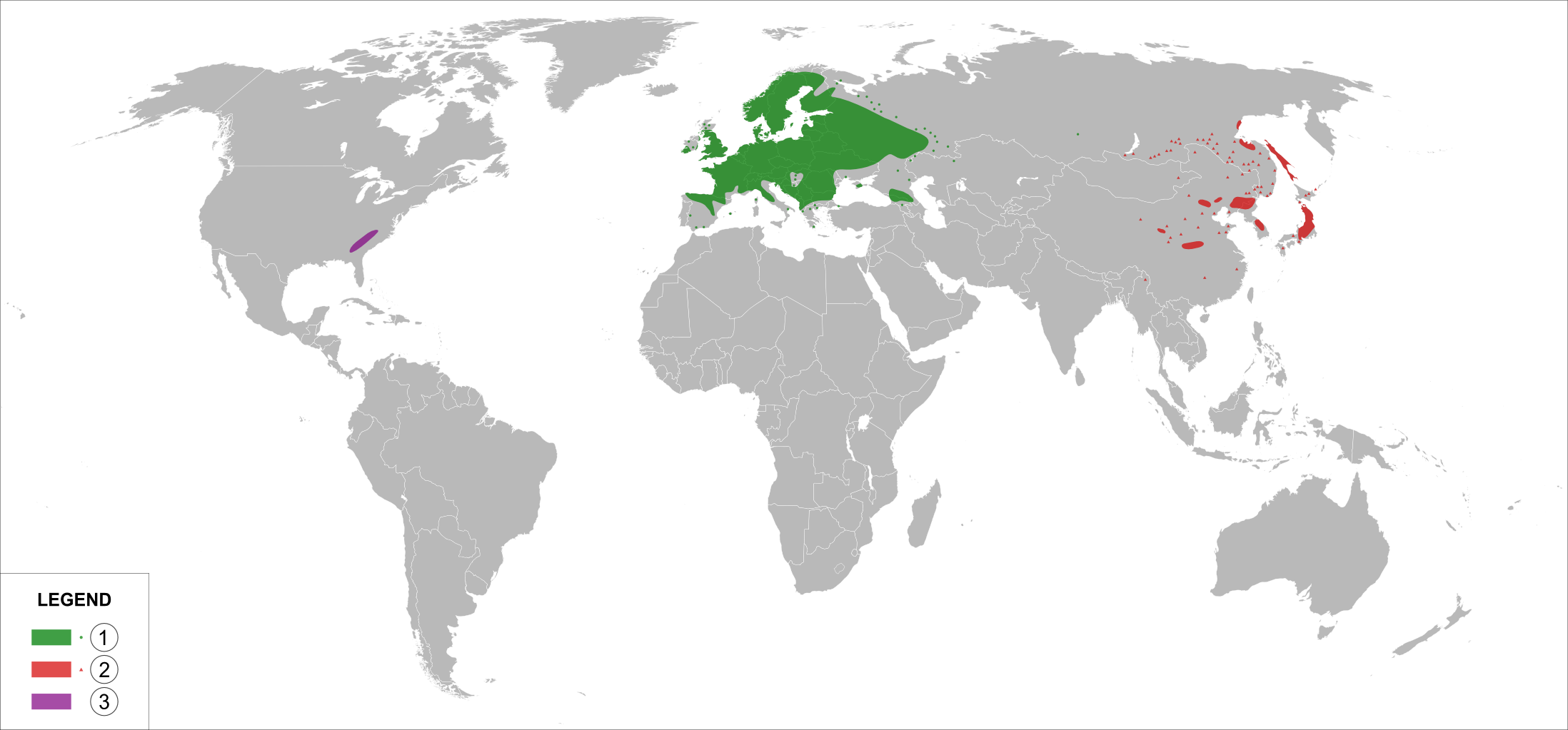
Verbreitungskarte von Convallaria: 1. Convallaria majalis L., 2. Convallaria keiskei, 3. Convallaria pseudomajalis

Die Pflanzengattung Convallaria gehört zur Unterfamilie Nolinoideae innerhalb der Familie der Spargelgewächse (Asparagaceae). Die etwa drei Arten sind in den gemäßigten Breiten der Nordhalbkugel weit verbreitet.

## Beschreibung
Convallaria-Arten wachsen als ausdauernde krautige Pflanzen. Von einem Rhizom gehen fünf bis sieben Sprosse aus, von denen die blühenden zwei und die nichtblühenden ein oder zwei Blätter tragen. Die Blüten sind weiß und glockenförmig und hängen. Sie verströmen einen deutlichen süßen Geruch.

## Systematik
Die Gattung Convallaria gehört heute zur Unterfamilie Nolinoideae innerhalb der Familie der Asparagaceae. Sie wurde früher in die Familien Convallariaceae, Liliaceae oder Ruscaceae gestellt.
Die Anzahl der Arten wird kontrovers diskutiert. Manche Autoren erwähnen etwa acht Arten. Die Flora of China und Flora of North America nennt nur eine Art, damit wäre die Gattung monotypisch.
Die Erstveröffentlichung der Gattung Convallaria erfolgte 1753 durch Carl von Linné in Species Plantarum, 1. Auflage S. 314–316. Der Gattungsname Convallaria leitet sich vom lateinischen Wort convallis für „Talkessel“ ab und nimmt Bezug auf eine in der Bibel (Hohelied 2,1 ) genannte „Lilie der Täler“ (lilium convallium), die als Maiglöckchen gedeutet wurde.
Die Gattung Convallaria besteht aus folgenden drei Arten:
- Convallaria keiskei Miq. (Synonym: Convallaria majalis var. keiskei (Miq.) Makino): Sie kommt vom südöstlichen Sibirien bis Japan, Korea und Myanmar vor.[8]
- Maiglöckchen (Convallaria majalis L.): Es kommt ursprünglich von Europa bis zum Kaukasus vor.[8]
- Convallaria pseudomajalis  W.Bartram (Synonym: Convallaria montana Raf., Convallaria majalis var. montana H.E.Ahles): Sie kommt in den zentralen und östlichen Vereinigten Staaten vor.[8]